# Ben Keith
Ben Keith (6. března 1937, Fort Riley, Kansas, USA – 26. července 2010, La Honda, Kalifornie, USA) byl americký kytarista, klávesista, skladatel a producent. Spolupracoval například s Neilem Youngem, Grahamem Nashem, Paulem Butterfieldem, Lindou Ronstadt, JJ Caleem nebo skupinou Great Speckled Bird.